# Journal of New Materials for Electrochemical Systems
Journal of New Materials for Electrochemical Systems (abrégé en J. New Mat.Electrochem. Syst.) est une revue scientifique à comité de lecture trimestrielle qui publie des articles à l'interface entre l'électrochimie et la science des matériaux.
D'après le Journal Citation Reports, le facteur d'impact de ce journal était de 0,876 en 2009. Actuellement, le directeur de publication est O. Savadogo (Polytechnique Montréal, Canada).